# Amelia Andersdotter
Amelia Andersdotter (Enköping, 30 augustus 1987) is een Zweeds politicus van de MdEP.
Van 2007 tot 2010 was Andersdotter voorzitter van Ung Pirat, de jongerenorganisatie van de Zweedse Piratenpartij. Voor deze Piratenpartij zat zij van 1 december 2011 tot 20 juni 2014 in het Europees Parlement, als onderdeel van de De Groenen/Vrije Europese Alliantie. Zij was destijds het jongste lid van het Europees Parlement, en maakte zich sterk voor het afzwakken van het auteursrecht in Europa.
Van 21 maart 2014 tot 24 maart 2015 was zij voorzitter van de Europese Piratenpartij.
Andersdotter studeerde van 2009–2016 rechten aan de Universiteit van Lund,
- Library of Congress Control Number: ns2015002600
- Virtual International Authority File: 317124945
- WorldCat: E39PBJB8qvCmb6bHtvYtMfkYyd